# Красне (Красненський район)
Кра́сне (рос. Красное) — село, центр Красненського району Бєлгородської області, Росія.
Село розташоване в північно-східному кутку Бєлгородської області, за 43 км на захід від міста Острогозьк та за 47 км на північ від міста Алексєєвка.
Населення села становить 2 322 особи (2002).

## Історія
Вперше село згадується в 1659 році, тут жили військові, що охороняли степові окраїни Росії. Люди займались землеробством та скотарством, розвинутим було ремесло. Назва пішла від слова красный у значенні «красивий», з огляду на гарні навколишні місця. З 1935 року село стало центром Уколовського району (Красненський з 1958 року), який не існував в 1962—1991 роки.